# قضية قانونية
القضية القانونية أو الدعوى القانونية أو النزاع القانوني (بالإنجليزية: Legal case)‏، هي نزاع بين طرفين، يتم حله من خلال المحكمة، أو أي إجراء قانوني آخر. قد تكون الدعوى القانونية، إما مدنية أو جنائية. عادة ما يتم نشر قرار المحكمة بشكل أو بآخر للرجوع إليه لاحقًا.
في دول مثل الولايات المتحدة التي لديها نظام قانون عام، تكون القرارات الصادرة عن محكمة أعلى، ملزمة للمحاكم الدنيا، عندما تتشابه الحقائق والقضايا.
سابقة قضائية، أو مفهوم السابقة، يعني الإطلاع على القضايا التي تم البت فيها في وقت سابق، عند الحكم في القضية الحالية.

## قضية مدنية
تبدأ الدعوى المدنية، المعروفة أكثر باسم الدعوى القضائية، أو خلافية، عندما يقدم المدعي وثيقة تسمى شكوى أمام المحكمة، لإبلاغ المحكمة بالخطأ الذي يُزعم أن المدعي عانى منه بسبب المدعى عليه، ويطلب التعويض.
قد يكون التعويض المطلوب هو المال، أو الأمر الزجري، الذي يتطلب من المدعى عليه أداء أو الامتناع عن القيام ببعض الإجراءات، أو حكم تفسيري، والذي يحدد أن المدعي لديه حقوق قانونية معينة. يتم تحديد العلاج من قبل المحكمة إذا فاز المدعي بالقضية.
يمكن أيضًا التحكيم في قضية مدنية، من خلال التحكيم، مما قد يؤدي إلى تسوية أسرع، بتكاليف أقل، مما يمكن الحصول عليه من خلال المحاكمة.

### قضية الأسرة
القضايا التي تنطوي على الطلاق، بما في ذلك تقسيم الأصول، والدعم (ويعرف أيضا باسم الحضانة أو النفقة)، والمسائل المتعلقة بالأطفال يتم التعامل معها بشكل مختلف في ولايات قضائية مختلفة. غالبًا ما تكون إجراءات المحكمة للتعامل مع قضايا الأسرة مشابهة جدًا لإجراءات القضايا المدنية.

## قضية جنائية
تبدأ القضية الجنائية، في الولايات القضائية للقانون العام، عندما يتم توجيه لائحة اتهام ضد شخص مشتبه به بارتكاب جريمة، من قبل هيئة محلفين كبرى، أو يتم اتهامه بارتكاب الجريمة من قبل مسؤول حكومي يسمى المدعي العام أو النيابة العامة.
يجوز عمل صفقة تسوية قضائية، في بعض الولايات القضائية، قبل المحاكمة من خلال صفقة إقرار بالذنب.
عادة، في صفقة الإقرار بالذنب، يوافق المدعى عليه على الإقرار بالذنب بتهمة أقل من تلك التي رفعتها في الأصل هيئة المحلفين الكبرى أو المدعي العام. المدعى عليه الذي يذهب للمحاكمة، يتعرض لعقوبات أكبر، مما قد يُفرض عادة من خلال صفقة الإقرار بالذنب.